# Guy Claud
Guy Claud (nascido em 25 de abril de 1936) é um ex-ciclista francês que participou nos Jogos Olímpicos de Verão de 1960 em Roma, onde terminou em quarto lugar na perseguição por equipes de 4 km.